# دیسپلازی خفقان‌آور قفسه سینه
دیسپلازی خفقان‌آور قفسهٔ سینه (انگلیسی: Asphyxiating thoracic dysplasia) که با نام «سندرم ژُن» فرانسوی: Jeune syndrome‎) هم شناخته می‌شود، یک بیماری ژنتیکی نادر است که نخستین بار در سال ۱۹۵۵ میلادی توصیف شد.

## انواع

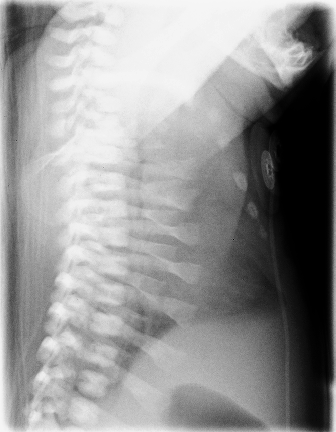
نمای جانبی از رادیوگرافی قفسهٔ سینه همان نوزاد.

| نوع  | OMIM   | ژن      | جایگاه ژن                         |
| ---- | ------ | ------- | --------------------------------- |
| ATD1 | 208500 | ?       | بازوی بلندِ کروموزوم ۱۵، جایگاه ۱۳ |
| ATD2 | 611263 | IFT80   | بازوی بلندِ کروموزوم ۳             |
| ATD3 | 613091 | DYNC2H1 | بازوی بلندِ کروموزوم ۱۱            |

## علائم
این بیماری ژنتیکی رشد و نمو غضروف و استخوان‌ها را در کودکان به‌ویژه در نواحی قفسه سینه، لگن خاصره، بازوها و پاها تحتِ تأثیر قرار داده و درگیری قفسهٔ سینه به نحوی است که سلامت کودک را به خطر می‌اندازد. در این بیماری، قفسهٔ سینه کوچکتر و باریک‌تر از حالات عادی است و در نتیجه اجازهٔ رشد و تکامل طبیعی را به ریه‌ها نمی‌دهد. تنفس این کودکان ممکن است سریع‌تر و کم‌عمق‌تر از معمول باشد و به‌ویژه نفس‌کشیدن‌هایشان در هنگام بروز عفونت‌های دستگاه تنفسی فوقانی و تحتانی و سینه‌پهلو، دچار مشکل شود.
گسترهٔ مشکلات تنفسی کودک از خفیف تا شدید، متفاوت است. در برخی از کودکان آنقدر ناچیر است که بجز کمی تنفس سریع، اصلاً محسوس نیست؛ اما در بیشتر کودکان مشکلات تنفسی شدید و قابل ملاحظه است. حدود ۶۰٪ تا ۷۰٪ مبتلایان در دوران نوزادی یا کودکی بر اثر نارسایی‌های تنفسی می‌میرند.
آنهایی که زنده می‌مانند، دچار مشکلات کلیوی می‌شوند که یکی دیگر از عوارض این بیماریِ نادر است. به مرورِ زمان، این کودکان دچار نارسایی کلیه می‌شوند و در نتیجه عدهٔ اندکی از مبتلایان به سنین نوجوانی می‌رسند.
کودکان مبتلا به این بیماری دچار نوعی کوتولگی هستند. نه‌تنها قد این کودکان کوتاه است، بلکه دست‌ها و پاهای کوتاه‌تری نسبت به بیشترِ مردم دارند.
سندرم ژُن در کنارِ نوعی دیگری از مشکلات قفسهٔ سینه به نام سندرم نارسایی قفسه سینه (TIS) قرار می‌گیرد.